# Família Curcuas
Curcuas (em grego: Κουρκούας; romaniz.: Kourkouas; em armênio/arménio: Գուրգեն; romaniz.: Gourgen) era uma das mais muitas famílias nacarares da Armênia que migraram ao Império Bizantino durante o período do jugo árabe sobre a região (séculos VII a IX). Membros da família ganharam importância como parte da aristocracia militar da Anatólia no século X, originando diversos generais de alta patente e um imperador. Os Curcuas se relacionaram por vias matrimoniais com diversas famílias aristocráticas, principalmente os Focas e os Escleros. Nos séculos XI e XII, eles mudaram seu foco para a burocracia civil.

## Membros ilustres
- João Curcuas, o Velho, doméstico dos Hicanátos, conspirou contra Basílio I.
- João Curcuas, neto do anterior, doméstico das escolas do oriente e um famoso general sob o comando de Romano I Lecapeno.
- Teófilo Curcuas, irmão de João, estratego do Tema da Cáldia e, posteriormente, doméstico das escolas.
- Romano Curcuas, filho de João Curcuas e doméstico das escolas do ocidente.
- João Curcuas, filho de Romano, doméstico das escolas do oriente, morto no Cerco de Dorostolo.
- João I Tzimisces (c. 925–976), neto de Teófilo Curcuas e imperador bizantino entre 969 e 976.
- João Curcuas, catapano da Itália entre 1008 e 1010.
- Gregório Curcuas, duque de Filipópolis entre 1089 e 1091.
- Miguel II Curcuas, patriarca de Constantinopla entre 1143 e 1146.